# Mark Mahowald
Mark Edward Mahowald (* 1. Dezember 1931; † 20. Juli 2013) war ein US-amerikanischer Mathematiker, der sich mit algebraischer Topologie, speziell Homotopietheorie, beschäftigte.

## Werdegang
Mahowald promovierte 1955 an der University of Minnesota in Minneapolis bei Bernard Gelbaum (Measure in Groups) und war ab Anfang der 1960er Jahre Professor an der Syracuse University und danach (ab etwa 1967) an der Northwestern University, wo er inzwischen emeritiert ist. 1965 wurde er Forschungsstipendiat (Sloan Research Fellow) der Alfred P. Sloan Foundation.
Mahowald arbeitete unter anderem über die Homotopiegruppen von Sphären. Er konstruierte Mannigfaltigkeiten mit Kervaire-Invariante 1 in Dimension 30 (mit seinem Doktoranden Martin Charles Tangora) und in Dimension 62 (mit Michael George Barratt und J. D. S. Jones).
1998 war er Invited Speaker auf dem Internationalen Mathematikerkongress in Berlin (Toward a global understanding of {\displaystyle \pi _{*}(S^{n})}). Er war Fellow der American Mathematical Society.
Zu seinen Doktoranden zählt Michael J. Hopkins.

## Schriften
- mit Martin Tangora: Some differentials in the Adams spectral sequence. In: Topology. Band 6, Nr. 3, 1967, S. 349–369, doi:10.1016/0040-9383(67)90023-7.
- als Herausgeber mit Michael G. Barratt: Geometric Applications of Homotopy Theory. Proceedings, Evanston, March 21–26, 1977 (= Lecture Notes in Mathematics. 657–658). 2 Bände. Springer, Berlin u. a. 1978.
- The image of J in the EHP sequence. In: Annals of Mathematics. Serie 2, Band 116, Nr. 1, 1982, S. 65–112, JSTOR:2007048.
- mit Michael G. Barratt, John D. S. Jones: Relations Amongst Toda Brackets and the Kervaire Invariant in Dimension 62. In: Journal of the London Mathematical Society. Serie 2, Band 30, Nr. 3, 1984, S. 533–550, doi:10.1112/jlms/s2-30.3.533.
- als Herausgeber mit Stewart Priddy: Algebraic Topology. Proceedings of the International Conference, held March 21–24, 1988 (= Contemporary Mathematics. 96). American Mathematical Society, Providence RI 1989, ISBN 0-8218-5102-0 (Konferenz Northwestern University, Evanston IL, 1988).
- als Herausgeber mit Eric Friedlander: Topology and Representation Theory. Conference on the Connections between Topology and Representation Theory, May 1–5, 1992, Northwestern University (= Contemporary Mathematics. 158). American Mathematical Society, Providence RI 1994, ISBN 0-8218-5165-9.
- Toward a global understanding of {\displaystyle \pi _{*}(S^{n})}. In: Gerd Fischer, Ulf Rehmann (Hrsg.): Proceedings of the International Congress of Mathematicians. Berlin 1998, August 18–27. Band 2: Invited Lectures (= Documenta Mathematica. Extra Volume. ICM 1998). Geronimo, Rosenheim 1998, S. 465–472, (Digitalisat).
- als Herausgeber mit Stewart Priddy: Homotopy theory via algebraic geometry and group representations. Proceedings of a Conference on Homotopy Theory, March 23–27, 1997, Northwestern University (= Contemporary Mathematics. 220). American Mathematical Society, Providence RI 1998, ISBN 0-8218-0805-2 (Konferenz Northwestern University, Evanston IL, 1997).
- mit Greg Arone: The Goodwillie tower of the identity functor and the unstable periodic homotopy of spheres. In: Inventiones Mathematicae. Band 135, Nr. 3, 1999, S. 743–788, doi:10.1007/s002220050300.
- mit Paul Goerss, Hans-Werner Henn, Charles Rezk: A resolution of the {\displaystyle K(2)}-local sphere at the prime {\displaystyle 3}. In: Annals of Mathematics. Serie 2, Band 162, Nr. 2, 2005, S. 777–822, JSTOR:20159929.